# İliç
İliç est une ville et un district de la province d'Erzincan dans la région de l'Anatolie orientale en Turquie. Cette localité est éloignée de 116 km du chef-lieu. Selon les résultats officiels du recensement de 2000, la population du district, qui a une superficie de 1397 km2, est de 7 691 habitants. 2361 habitants se trouvent dans le centre du district et 5330 dans les villages. Le disctrict est composé d'un centre urbain, de 58 villages et 23 hameaux.
Alors que Kuruçay était auparavant un centre de sous-préfecture rattaché au district de Kemaliye, le centre de district a été transféré à İliç en 1938 à la suite du passage du chemin de fer par cette localité, et İliç a ainsi été érigée en district. De nombreux vestiges historiques se trouvent dans les villages d’İliç.
La ligne Refahiye-İliç-Kemaliye faisait partie du système de transport de l’Antiquité. Dans le village d’Altıntaş, on trouve de nombreux vestiges datant de l’époque romaine et des périodes ultérieures. Le fer, le barytine, le chrome et l’amiante sont des ressources minières connues dans la région. L’économie du district repose sur l’agriculture et l’élevage. On y dénombre 75 000 moutons et 10 000 chèvres à poils longs, soit un total de 85 000 petits ruminants. Le district est l’un des plus importants du pays en ce qui concerne le nombre de moutons.
En fonction du cheptel dans le district, le potentiel laitier est élevé. Le lait est transformé en fromage connu sous le nom de fromage Tulum d'Erzincan, qui est commercialisé sur le marché intérieur. Pendant la période de lactation, une chèvre à poils produit 90 kg de lait, tandis qu'un mouton local produit 80 kg.
L’élevage de petits ruminants repose principalement sur des races locales, ce qui fait que le rendement en viande est légèrement inférieur à celui du lait. Le rendement en viande est de 26 kg de carcasse pour les moutons, 12 kg pour les agneaux et 25 kg pour les chèvres à poils.
En moyenne, 1 260 000 kg de fromage Tulum et 100 750 kg de fromage en saumure sont produits chaque année!
La date de la première installation dans le district n’est pas connue. Cependant, on suppose qu’il a traversé les mêmes phases historiques que les autres districts d’Erzincan.
Alors qu’il portait le nom de Kuruçay et était un centre de sous-préfecture rattaché au district de Kemaliye, le centre de district a été transféré à İliç en 1938 à la suite du passage du chemin de fer, et İliç a été érigée en district.
Ali Cevad fournit les informations suivantes sur la ville d’İliç au XIXe siècle :
« C’est une petite ville qui est le centre d’un district rattaché à la province d’Erzincan, dans le vilayet d’Erzurum. Comme ses terres sont très fertiles, toutes sortes de produits agricoles y sont cultivés. Dans le domaine de la petite industrie, on y tisse des étoffes grossières ainsi que des tissus fins de type bure en laine semblable au bürümcük.
On y tisse également un type de feutre utilisé comme rideau de porte et revêtement d’intérieur. »
On trouve dans les villages d’İliç de nombreux tells (buttes archéologiques) et vestiges historiques. La plupart n’ont pas encore fait l’objet de fouilles ou de recherches scientifiques.
La ligne Refahiye–İliç–Kemaliye faisait partie du réseau de transport de l’Antiquité. Dans le village d’Altıntaş, on trouve de nombreux vestiges datant de l’époque romaine et des périodes ultérieures.